# Portrait de Stefano Colonna
Le Portrait de Stefano Colonna est un tableau réalisé par le peintre italien de la Renaissance Bronzino, et conservé dans la Pinacothèque de la Galerie nationale d'art ancien (Palazzo Barberini) à Rome, en Italie.

## Description
Le portrait du condottiere est daté de 1546 en bas de la colonne. Stefano était membre de la prestigieuse famille romaine Colonna, et a servi en tant que mercenaire lieutenant-général des armées du Duc Cosme de Médicis. 
Le portrait est similaire à celui effectué en 1530 par le même Bronzino, représentant Guidobaldo della Rovere, tableau conservé au Palais Pitti à Florence. Colonna est ceint d'une sombre armure et d'une épée, la main sur son casque, debout devant une colonne et un rideau rouge. Le condottiere est mort en 1548.